# Championnat d'Europe masculin de volley-ball 2017
Navigation
Bulgarie / Italie 2015 Belgique/France/Pays-Bas/Slovénie 2019
Le 30e Championnat d'Europe masculin de volley-ball a lieu en Pologne du 24 août au 3 septembre 2017.

## Équipes présentes
| Voie de qualification        | Qualifié                                                            |
| ---------------------------- | ------------------------------------------------------------------- |
| Pays Hôte                    | - Pologne                                                           |
| Championnat d'Europe 2015    | - France - Slovénie - Italie - Bulgarie - Russie - Serbie           |
| Vainqueurs du deuxième tour  | - Allemagne - Finlande - Belgique - Slovaquie - Pays-Bas - Tchéquie |
| Vainqueurs du troisième tour | - Turquie - Espagne - Estonie                                       |

## Tour préliminaire
|  | Qualifié pour les Quarts de finale |
|  | Qualifié pour les Barrages         |

### Poule A
| # | Équipe   | Pts | J | G | Gt | Pt | P | Sp | Sc | Ratio | Pp  | Pc  | Ratio |
| 1 | Serbie   | 8   | 3 | 2 | 1  | 0  | 0 | 9  | 2  | 4.5   | 261 | 239 | 1.092 |
| 2 | Pologne  | 6   | 3 | 2 | 0  | 0  | 1 | 6  | 3  | 2     | 215 | 205 | 1.049 |
| 3 | Finlande | 2   | 3 | 0 | 1  | 0  | 2 | 3  | 8  | 0.375 | 245 | 251 | 0.976 |
| 4 | Estonie  | 2   | 3 | 0 | 0  | 2  | 1 | 4  | 9  | 0.444 | 276 | 290 | 0.952 |

### Poule B
| # | Équipe             | Pts | J | G | Gt | Pt | P | Sp | Sc | Ratio | Pp  | Pc  | Ratio |
| 1 | Allemagne          | 8   | 3 | 2 | 1  | 0  | 0 | 9  | 2  | 4.5   | 256 | 217 | 1.18  |
| 2 | Italie             | 7   | 3 | 2 | 0  | 1  | 0 | 8  | 3  | 2.667 | 255 | 233 | 1.094 |
| 3 | République tchèque | 3   | 3 | 1 | 0  | 0  | 2 | 3  | 7  | 0.429 | 231 | 238 | 0.971 |
| 4 | Slovaquie          | 0   | 3 | 0 | 0  | 0  | 3 | 1  | 9  | 0.111 | 200 | 254 | 0.787 |

### Poule C
| # | Équipe   | Pts | J | G | Gt | Pt | P | Sp | Sc | Ratio | Pp  | Pc  | Ratio |
| 1 | Russie   | 9   | 3 | 3 | 0  | 0  | 0 | 9  | 0  | MAX   | 232 | 192 | 1.208 |
| 2 | Bulgarie | 6   | 3 | 2 | 0  | 0  | 1 | 6  | 3  | 2     | 218 | 202 | 1.079 |
| 3 | Slovénie | 3   | 3 | 1 | 0  | 0  | 2 | 3  | 6  | 0.5   | 218 | 219 | 0.995 |
| 4 | Espagne  | 0   | 3 | 0 | 0  | 0  | 3 | 0  | 9  | 0     | 173 | 230 | 0.752 |

### Poule D
| # | Équipe   | Pts | J | G | Gt | Pt | P | Sp | Sc | Ratio | Pp  | Pc  | Ratio |
| 1 | Belgique | 7   | 3 | 1 | 2  | 0  | 0 | 9  | 4  | 2.25  | 299 | 281 | 1.064 |
| 2 | France   | 6   | 3 | 1 | 1  | 1  | 0 | 8  | 5  | 1.6   | 294 | 286 | 1.028 |
| 3 | Turquie  | 4   | 3 | 1 | 0  | 1  | 1 | 5  | 7  | 0.714 | 272 | 276 | 0.986 |
| 4 | Pays-Bas | 1   | 3 | 0 | 0  | 1  | 2 | 3  | 9  | 0.333 | 263 | 285 | 0.923 |

## Phase finale
|  | Barrages                      | Barrages                  |                           |                           | Quarts de finale              | Quarts de finale              |   |  | Demi-finales                  | Demi-finales                  |  |  | Finale                        | Finale                        |
|  | ----------------------------- | ------------------------- | ------------------------- | ------------------------- | ----------------------------- | ----------------------------- | - |  | ----------------------------- | ----------------------------- |  |  | ----------------------------- | ----------------------------- |
|  |                               |                           |                           |                           |                               |                               |   |  |                               |                               |  |  |                               |                               |
|  |                               |                           |                           |                           | 31 août à 20h30, Cracovie     | 31 août à 20h30, Cracovie     |   |  | 2 septembre à 17h30, Cracovie | 2 septembre à 17h30, Cracovie |  |  | 3 septembre à 20h30, Cracovie | 3 septembre à 20h30, Cracovie |
|  |                               |                           |                           |                           | 31 août à 20h30, Cracovie     | 31 août à 20h30, Cracovie     |   |  | 2 septembre à 17h30, Cracovie | 2 septembre à 17h30, Cracovie |  |  | 3 septembre à 20h30, Cracovie | 3 septembre à 20h30, Cracovie |
|  |                               |                           |                           |                           | 31 août à 20h30, Cracovie     | 31 août à 20h30, Cracovie     |   |  | 2 septembre à 17h30, Cracovie | 2 septembre à 17h30, Cracovie |  |  | 3 septembre à 20h30, Cracovie | 3 septembre à 20h30, Cracovie |
|  |                               |                           |                           |                           | 31 août à 20h30, Cracovie     | 31 août à 20h30, Cracovie     |   |  | 2 septembre à 17h30, Cracovie | 2 septembre à 17h30, Cracovie |  |  | 3 septembre à 20h30, Cracovie | 3 septembre à 20h30, Cracovie |
|  |                               |                           |                           |                           | 31 août à 20h30, Cracovie     | 31 août à 20h30, Cracovie     |   |  | 2 septembre à 17h30, Cracovie | 2 septembre à 17h30, Cracovie |  |  | 3 septembre à 20h30, Cracovie | 3 septembre à 20h30, Cracovie |
|  |                               | Serbie                    | 3                         |                           |                               |                               |   |  | 2 septembre à 17h30, Cracovie | 2 septembre à 17h30, Cracovie |  |  | 3 septembre à 20h30, Cracovie | 3 septembre à 20h30, Cracovie |
|  | 30 août à 17h30, Cracovie     | Serbie                    | 3                         |                           |                               |                               |   |  | 2 septembre à 17h30, Cracovie | 2 septembre à 17h30, Cracovie |  |  | 3 septembre à 20h30, Cracovie | 3 septembre à 20h30, Cracovie |
|  |                               | Bulgarie                  | 0                         |                           |                               |                               |   |  | 2 septembre à 17h30, Cracovie | 2 septembre à 17h30, Cracovie |  |  | 3 septembre à 20h30, Cracovie | 3 septembre à 20h30, Cracovie |
|  | Bulgarie                      | Bulgarie                  | 0                         | 3                         |                               |                               |   |  | 2 septembre à 17h30, Cracovie | 2 septembre à 17h30, Cracovie |  |  | 3 septembre à 20h30, Cracovie | 3 septembre à 20h30, Cracovie |
|  | Bulgarie                      | 31 août à 17h30, Katowice |                           | 3                         |                               |                               |   |  | 2 septembre à 17h30, Cracovie | 2 septembre à 17h30, Cracovie |  |  | 3 septembre à 20h30, Cracovie | 3 septembre à 20h30, Cracovie |
|  | Finlande                      | 1                         |                           |                           |                               |                               |   |  | 2 septembre à 17h30, Cracovie | 2 septembre à 17h30, Cracovie |  |  | 3 septembre à 20h30, Cracovie | 3 septembre à 20h30, Cracovie |
|  | Finlande                      | 1                         |                           | Serbie                    | 2                             |                               |   |  |                               |                               |  |  | 3 septembre à 20h30, Cracovie | 3 septembre à 20h30, Cracovie |
|  |                               |                           |                           | Serbie                    | 2                             |                               |   |  |                               |                               |  |  | 3 septembre à 20h30, Cracovie | 3 septembre à 20h30, Cracovie |
|  |                               |                           | Allemagne                 | 3                         |                               |                               |   |  |                               |                               |  |  | 3 septembre à 20h30, Cracovie | 3 septembre à 20h30, Cracovie |
|  |                               |                           | Allemagne                 | 3                         |                               |                               |   |  |                               |                               |  |  | 3 septembre à 20h30, Cracovie | 3 septembre à 20h30, Cracovie |
|  | 2 septembre à 20h30, Cracovie |                           |                           |                           |                               |                               |   |  |                               |                               |  |  | 3 septembre à 20h30, Cracovie | 3 septembre à 20h30, Cracovie |
|  |                               |                           |                           |                           |                               |                               |   |  |                               |                               |  |  | 3 septembre à 20h30, Cracovie | 3 septembre à 20h30, Cracovie |
|  |                               | Allemagne                 | 3                         |                           |                               |                               |   |  |                               |                               |  |  | 3 septembre à 20h30, Cracovie | 3 septembre à 20h30, Cracovie |
|  | 30 août à 20h30, Katowice     | Allemagne                 | 3                         |                           |                               |                               |   |  |                               |                               |  |  | 3 septembre à 20h30, Cracovie | 3 septembre à 20h30, Cracovie |
|  |                               | Tchéquie                  | 1                         |                           |                               |                               |   |  |                               |                               |  |  | 3 septembre à 20h30, Cracovie | 3 septembre à 20h30, Cracovie |
|  | France                        | Tchéquie                  | 1                         | 1                         |                               |                               |   |  |                               |                               |  |  | 3 septembre à 20h30, Cracovie | 3 septembre à 20h30, Cracovie |
|  | France                        | 31 août à 17h30, Cracovie |                           | 1                         |                               |                               |   |  |                               |                               |  |  | 3 septembre à 20h30, Cracovie | 3 septembre à 20h30, Cracovie |
|  | Tchéquie                      | 3                         |                           |                           |                               |                               |   |  |                               |                               |  |  | 3 septembre à 20h30, Cracovie | 3 septembre à 20h30, Cracovie |
|  | Tchéquie                      | 3                         |                           | Allemagne                 | 2                             |                               |   |  |                               |                               |  |  |                               |                               |
|  |                               |                           |                           | Allemagne                 | 2                             |                               |   |  |                               |                               |  |  |                               |                               |
|  |                               | Russie                    | 3                         |                           |                               |                               |   |  |                               |                               |  |  |                               |                               |
|  |                               | Russie                    | 3                         |                           |                               |                               |   |  |                               |                               |  |  |                               |                               |
|  |                               |                           |                           |                           |                               |                               |   |  |                               |                               |  |  |                               |                               |
|  |                               |                           |                           |                           |                               |                               |   |  |                               |                               |  |  |                               |                               |
|  | Russie                        | 3                         |                           |                           |                               |                               |   |  |                               |                               |  |  |                               |                               |
|  | Russie                        | 3                         | 30 août à 20h30, Cracovie |                           |                               |                               |   |  |                               |                               |  |  |                               |                               |
|  |                               | Slovénie                  | 0                         |                           |                               |                               |   |  |                               |                               |  |  |                               |                               |
|  | Pologne                       | Slovénie                  | 0                         | 0                         |                               |                               |   |  |                               |                               |  |  |                               |                               |
|  | Pologne                       | 31 août à 20h30, Katowice |                           | 0                         |                               |                               |   |  |                               |                               |  |  |                               |                               |
|  | Slovénie                      | 3                         |                           |                           |                               |                               |   |  |                               |                               |  |  |                               |                               |
|  | Slovénie                      | 3                         |                           | Russie                    | 3                             |                               |   |  |                               |                               |  |  |                               |                               |
|  |                               |                           |                           | Russie                    | 3                             |                               |   |  |                               |                               |  |  |                               |                               |
|  |                               | Belgique                  | 0                         |                           |                               |                               |   |  |                               |                               |  |  |                               |                               |
|  |                               | Belgique                  | 0                         |                           |                               |                               |   |  |                               |                               |  |  |                               |                               |
|  |                               |                           |                           |                           |                               |                               |   |  |                               |                               |  |  |                               |                               |
|  |                               |                           | Match pour la 3e place    |                           |                               |                               |   |  |                               |                               |  |  |                               |                               |
|  | Belgique                      | 3                         |                           |                           |                               |                               |   |  |                               |                               |  |  |                               |                               |
|  | Belgique                      | 3                         | 30 août à 17h30, Katowice | 30 août à 17h30, Katowice | 3 septembre à 17h30, Cracovie | 3 septembre à 17h30, Cracovie |   |  |                               |                               |  |  |                               |                               |
|  |                               | Italie                    | 30 août à 17h30, Katowice | 30 août à 17h30, Katowice | 3 septembre à 17h30, Cracovie | 3 septembre à 17h30, Cracovie | 0 |  |                               |                               |  |  |                               |                               |
|  | Italie                        | Italie                    | 3                         | Serbie                    | 3                             |                               | 0 |  |                               |                               |  |  |                               |                               |
|  | Italie                        |                           |                           |                           | 3                             |                               |   |  |                               |                               |  |  |                               |                               |
|  | Turquie                       | 0                         |                           |                           | Belgique                      | 2                             |   |  |                               |                               |  |  |                               |                               |
|  | Turquie                       | 0                         |                           |                           | Belgique                      | 2                             |   |  |                               |                               |  |  |                               |                               |

## Classement final
| Place              | Équipe    |
| ------------------ | --------- |
| Médaille d'or      | Russie    |
| Médaille d'argent  | Allemagne |
| Médaille de bronze | Serbie    |
| 4                  | Belgique  |
| 5                  | Italie    |
| 6                  | Bulgarie  |
| 7                  | Tchéquie  |
| 8                  | Slovénie  |
| 9                  | France    |
| 10                 | Pologne   |
| 11                 | Turquie   |
| 12                 | Finlande  |
| 13                 | Estonie   |
| 14                 | Pays-Bas  |
| 15                 | Slovaquie |
| 16                 | Espagne   |

## Distinctions individuelles
- MVP : Maksim Mikhailov ( Russie)
- Meilleur marqueur :
- Meilleur passeur :
- Meilleur attaquant :
- Meilleur central :
- Meilleur pointu :
- Meilleur libéro :
- Joueur le plus fair-play :